# Lista monumentelor istorice din județul Timiș

Simbol utilizat în România pentru monumentele istorice

Lista monumentelor istorice din județul Timiș cuprinde monumentele istorice din județul Timiș înscrise în Patrimoniul cultural național al României. Lista completă este menținută și actualizată periodic de către Ministerul Culturii, Cultelor și Patrimoniului Național din România, ultima versiune datând din 2015.

| Cod LMI                                                                                           | Denumire | Localitate                                  | Localizare | Datare, Creatori | Imagine               | Erori             |
| ------------------------------------------------------------------------------------------------- | --- | ------------------------------------------- | --- | --- | --------------------- | ----------------- |
| TM-I-s-B-06049 (RAN: 155252.07)                                                                   | Situl arheologic de la Timișoara                                                                              | municipiul Timișoara                        | „Cioreni” (Gara Ronaț) 45.79639°N 21.15944°E | | Încarcă foto \| video | Raportează eroare |
| TM-I-m-B-06049.01 (RAN: 155252.07.03)                                                             | Așezare medieval timpurie                                                                                     | municipiul Timișoara                        | „Cioreni” (Gara Ronaț) 45.79639°N 21.15944°E | Epoca medievală timpurie | Încarcă foto \| video | Raportează eroare |
| TM-I-m-B-06049.02 (RAN: 155252.07.02)                                                             | Așezare daco-romană                                                                                           | municipiul Timișoara                        | „Cioreni” (Gara Ronaț) 45.79639°N 21.15944°E | sec. III–IV p. Chr., Epoca daco-romană | Încarcă foto \| video | Raportează eroare |
| TM-I-s-A-06050 (RAN: 155252.06)                                                                   | Fortificațiile cetății Timișoara                                                                              | municipiul Timișoara                        | Str. Cuza Alexandru Ioan 1, Parcul Botanic 45.75848°N 21.22538°E | sec. XVIII | Alte imagini          | Raportează eroare |
| TM-I-s-B-06051 (RAN: 157709.01)                                                                   | Cetate de pământ                                                                                              | sat Alioș; comuna Mașloc                    | „Cetatea Turcească”, la 1 km SE de sat 46.02417°N 21.50139°E | sec. XIV–XV | Încarcă foto \| video | Raportează eroare |
| TM-I-s-B-06052 (RAN: 155779.01)                                                                   | Situl arheologic „Dealul Crucii”                                                                              | sat Becicherecu Mic; comuna Becicherecu Mic | „Satul vechi”, la 2 km NV de sat 45.87389°N 21.03306°E | sec. XIV–XV | Încarcă foto \| video | Raportează eroare |
| TM-I-s-B-06053 (RAN: 158207.01)                                                                   | Cetatea „Dosul”                                                                                               | sat Bencecu de Jos; comuna Pișchia          | „Dosul”, la 1,2 km NV de sat | sec. XII–XIV | Încarcă foto \| video | Raportează eroare |
| TM-I-s-B-06054 (RAN: 156785.01)                                                                   | Tell-ul de la Bucovăț                                                                                         | sat Bucovăț; comuna Bucovăț                 | „Gruniul cu cremene”, la 150-200 m N de sat 45.75583°N 21.38778°E | mil. IV a. Chr., Neolitic | Încarcă foto \| video | Raportează eroare |
| TM-I-s-A-06055 (RAN: 156268.01)                                                                   | Cetatea Morisena                                                                                              | sat Cenad; comuna Cenad                     | Centrul satului 46.13833°N 20.58639°E | sec. X–XVII | Încarcă foto \| video | Raportează eroare |
| TM-I-s-B-06056 (RAN: 156302.01, 156302.04, 156302.05, 156302.06, 156302.07, 156302.08, 156302.09) | Câmp de tumuli                                                                                                | sat Checea; comuna Checea                   | În hotarul satului | mil. II a. Chr., Epoca bronzului | Încarcă foto \| video | Raportează eroare |
| TM-I-s-B-06057 (RAN: 155332.01)                                                                   | Tell-ul de la Chișoda                                                                                         | sat Chișoda; comuna Giroc                   | „Livezile”, la 1 km NE de sat 45.69889°N 21.19306°E | mil. IV a. Chr., Neolitic | Încarcă foto \| video | Raportează eroare |
| TM-I-s-B-06058 (RAN: 155332.02)                                                                   | Val roman | sat Chișoda; comuna Giroc                   | Extravilan, între CET și Șag 45.70222°N 21.19139°E | mil. I p. Chr., Epoca romană | Încarcă foto \| video | Raportează eroare |
| TM-I-s-A-06059 (RAN: 156810.01)                                                                   | Cetatea medievală de la Făget                                                                                 | oraș Făget                                  | „Cetate”, la 500 m NE de sat 45.86615°N 22.17428°E | sec. XV–XVII | Alte imagini          | Raportează eroare |
| TM-I-s-B-06060 (RAN: 157255.01)                                                                   | Cetate | sat Giarmata; comuna Giarmata               | „Cetățuica”, la 4 km de sat 45.88445°N 21.34167°E | sec. XIV–XV | Încarcă foto \| video | Raportează eroare |
| TM-I-s-B-06061 (RAN: 155323.01)                                                                   | Cetate de pământ                                                                                              | sat Giroc; comuna Giroc                     | În pădure 45.66195°N 21.28444°E | mil. II a. Chr., Epoca bronzului | Încarcă foto \| video | Raportează eroare |
| TM-I-s-A-06062 (RAN: 158341.01)                                                                   | Așezarea fortificată de la Herneacova                                                                         | sat aparținător Herneacova; oraș Recaș      | „Cetate”, la N de sat 45.88389°N 21.49889°E | mil. I a. Chr., Hallstatt, Latène | Încarcă foto \| video | Raportează eroare |
| TM-I-s-B-06063 (RAN: 158555.01)                                                                   | Situl arheologic de la Hodoni                                                                                 | sat Hodoni; comuna Satchinez                | „La Picioroane”, la 500 m SE de sat 45.89667°N 21.09222°E | | Încarcă foto \| video | Raportează eroare |
| TM-I-m-B-06063.01 (RAN: 158555.01.03)                                                             | Necropolă | sat Hodoni; comuna Satchinez                | „La Picioroane”, la 500 m SE de sat 45.89667°N 21.09222°E | sec. XI–XII, Epoca medievală timpurie | Încarcă foto \| video | Raportează eroare |
| TM-I-m-B-06063.02 (RAN: 158555.01.01)                                                             | Așezare | sat Hodoni; comuna Satchinez                | „La Picioroane”, la 500 m SE de sat 45.89667°N 21.09222°E | mil. III a. Chr., Neolitic | Încarcă foto \| video | Raportează eroare |
| TM-I-s-B-06064 (RAN: 158555.02)                                                                   | Așezare | sat Hodoni; comuna Satchinez                | Spre SE, în hotarul satului 45.91472°N 21.08444°E | sec. III–IV, Epoca daco-romană | Încarcă foto \| video | Raportează eroare |
| TM-I-s-B-06065 (RAN: 158430.01)                                                                   | Cetate turcească                                                                                              | sat Ianova; comuna Remetea Mare             | „Cetatea Turcească”, la 2 km S de sat 45.82167°N 21.41611°E | sec. XIV–XVI | Încarcă foto \| video | Raportează eroare |
| TM-I-s-B-06066 (RAN: 158350.01)                                                                   | Așezare | sat aparținător Izvin; oraș Recaș           | „după vii”, la 4 km N de sat 45.83917°N 21.47583°E | mil. VI a. Chr., Paleolitic | Încarcă foto \| video | Raportează eroare |
| TM-I-s-A-06067 (RAN: 156570.01)                                                                   | Cetatea Jdioarei                                                                                              | sat Jdioara; comuna Criciova                | La 1 km NE de sat 45.62833°N 22.11806°E | sec. XIII–XVI |                       | Raportează eroare |
| TM-I-s-B-06068 (RAN: 157594.01)                                                                   | Cetate medievală                                                                                              | sat Margina; comuna Margina                 | În NE, lângă pădurea Turcoanea 45.85833°N 22.28111°E | sec. XIV–XVI | Încarcă foto \| video | Raportează eroare |
| TM-I-s-B-06069 (RAN: 157692.01)                                                                   | Cetate de pământ                                                                                              | sat Mașloc; comuna Mașloc                   | „Șanțul turcilor”, la 300 m E de sat 45.9925°N 21.46194°E | sec. XIV | Încarcă foto \| video | Raportează eroare |
| TM-I-s-B-06070 (RAN: 157745.01)                                                                   | Așezarea și biserica medievală de la Mănăștiur                                                                | sat Mănăștiur; comuna Mănăștiur             | La 100 m E de sat | | Încarcă foto \| video | Raportează eroare |
| TM-I-m-B-06070.01 (RAN: 157745.01.01)                                                             | Ruine biserică                                                                                                | sat Mănăștiur; comuna Mănăștiur             | La 100 m E de sat 45.83722°N 22.06861°E | sec. XIV | Încarcă foto \| video | Raportează eroare |
| TM-I-m-B-06070.02 (RAN: 157745.01.02)                                                             | Așezare | sat Mănăștiur; comuna Mănăștiur             | La 100 m E de sat 45.83722°N 22.06861°E | sec. XIV–XVII | Încarcă foto \| video | Raportează eroare |
| TM-I-s-B-06071 (RAN: 157790.01)                                                                   | Așezare | sat Moravița; comuna Moravița               | „Islaz”, „La Cărămidari”, la 2 km N de sat 45.30111°N 21.31028°E | mil. III a. Chr., Neolitic | Încarcă foto \| video | Raportează eroare |
| TM-I-s-B-06072 (RAN: 157861.01)                                                                   | Tumuli | sat Moșnița Veche; comuna Moșnița Nouă      | „Satul bătrân”, sub pădurea Bistra, la 3 km N de sat 45.74556°N 21.30139°E | mil. II a. Chr., Epoca bronzului | Încarcă foto \| video | Raportează eroare |
| TM-I-s-B-06073 (RAN: 158877.01, 158877.08, 158877.09, 158877.10, 158877.11)                       | Câmp de tumuli                                                                                                | sat Nerău; comuna Teremia Mare              | | mil. II a. Chr., Epoca bronzului | Încarcă foto \| video | Raportează eroare |
| TM-I-s-B-06074 (RAN: 155635.01)                                                                   | Tumuli | sat Ofsenița; comuna Banloc                 | „Gomila”, la 2 km NE de sat | mil. II a. Chr., Epoca bronzului | Încarcă foto \| video | Raportează eroare |
| TM-I-s-B-06075 (RAN: 155476.01)                                                                   | Fortificație medievală                                                                                        | sat aparținător Opatița; oraș Deta          | La 500 m NE de sat 45.41722°N 21.27722°E | sec. XII–XVI | Încarcă foto \| video | Raportează eroare |
| TM-I-s-B-06076 (RAN: 157442.01)                                                                   | Așezare | sat Pădureni; comuna Pădureni               | „Seliște”, la SE de sat | mil. III a. Chr., Neolitic | Încarcă foto \| video | Raportează eroare |
| TM-I-s-B-06077 (RAN: 158118.01)                                                                   | Necropolă | sat Periam; comuna Periam                   | La E de sat 46.04722°N 20.85056°E | mil. I a. Chr., Hallstatt, Latène | Încarcă foto \| video | Raportează eroare |
| TM-I-s-B-06078 (RAN: 158403.01)                                                                   | Situl arheologic de la Remetea Mare, punct „Gomila lui Gabor”                                                 | sat Remetea Mare; comuna Remetea Mare       | „Gomila lui Gabor”, la 1 km SE de sat 45.77667°N 21.39361°E | . | Încarcă foto \| video | Raportează eroare |
| TM-I-m-B-06078.01 (RAN: 158403.01.02)                                                             | Așezare | sat Remetea Mare; comuna Remetea Mare       | „Gomila lui Gabor”, la 1 km SE de sat 45.77667°N 21.39361°E | Epoca medievală timpurie | Încarcă foto \| video | Raportează eroare |
| TM-I-m-B-06078.02 (RAN: 158403.01.01)                                                             | Așezare | sat Remetea Mare; comuna Remetea Mare       | „Gomila lui Gabor”, la 1 km SE de sat 45.77667°N 21.39361°E | mil. I a. Chr., Hallstatt, Latène | Încarcă foto \| video | Raportează eroare |
| TM-I-s-B-06079 (RAN: 158403.04)                                                                   | Mănăstire (ruine)                                                                                             | sat Remetea Mare; comuna Remetea Mare       | „Cetate”, la 500 m SV de sat 45.77389°N 21.36555°E | sec. XII–XVI | Încarcă foto \| video | Raportează eroare |
| TM-I-s-B-06080 (RAN: 158957.01)                                                                   | Așezare | sat Românești; comuna Tomești               | Pe terasă, la 600 m NV de sat 45.81805°N 22.32195°E | mil. VI a. Chr., Paleolitic | Încarcă foto \| video | Raportează eroare |
| TM-I-s-B-06081 (RAN: 158957.03)                                                                   | Situl arheologic de la „Peștera cu Apă”                                                                       | sat Românești; comuna Tomești               | „Peștera cu apă”, la 6 km N de sat | | Încarcă foto \| video | Raportează eroare |
| TM-I-m-B-06081.01 (RAN: 158957.02.01)                                                             | Așezare | sat Românești; comuna Tomești               | „Vârful lui Filip”, la 6 km N de sat 45.79639°N 22.35028°E | Perioada de tranziție la epoca bronzului, Cultura Coțofeni                                                                                        | Încarcă foto \| video | Raportează eroare |
| TM-I-m-B-06081.02 (RAN: 158957.02.02, 158957.03.01)                                               | Așezare în peșteră                                                                                            | sat Românești; comuna Tomești               | „Peștera cu apă”, la 6 km N de sat | Neolitic, Cultura Tisa | Încarcă foto \| video | Raportează eroare |
| TM-I-s-B-06082 (RAN: 158537.01)                                                                   | Cetate de pământ                                                                                              | sat Satchinez; comuna Satchinez             | „Grădiște”, la marginea rezervației ornitologice, la 800 m E de sat 45.93611°N 21.02389°E | sec. XIII-XVI | Încarcă foto \| video | Raportează eroare |
| TM-I-s-B-06083 (RAN: 155537.04)                                                                   | Așezare | oraș Sânnicolau Mare                        | „Viile”, la 500 m E de localitate 46.06278°N 20.62694°E | mil. II a. Chr., Epoca bronzului | Încarcă foto \| video | Raportează eroare |
| TM-I-s-B-06084 (RAN: 155537.16)                                                                   | Așezare romană                                                                                                | oraș Sânnicolau Mare                        | „La Fabrica de cărămizi”, la 1,5 km SE de localitate 46.07222°N 20.62944°E | sec. II–III p. Chr., Epoca romană | Încarcă foto \| video | Raportează eroare |
| TM-I-s-B-06085 (RAN: 155537.03)                                                                   | Așezare medievală                                                                                             | oraș Sânnicolau Mare                        | „Seliște”, la 1 km E de localitate 46.06805°N 20.65721°E | sec. XII–XIII, Epoca medievală timpurie | Încarcă foto \| video | Raportează eroare |
| TM-I-s-B-06086 (RAN: 158056.01)                                                                   | Cetate de pământ                                                                                              | sat Seceani; comuna Orțișoara               | În intravilan 45.97722°N 21.3175°E | sec. XII–XIV | Încarcă foto \| video | Raportează eroare |
| TM-I-s-B-06087 (RAN: 158387.01)                                                                   | Așezare | sat aparținător Stanciova; oraș Recaș       | „Grădiște”, la 3 km N de sat 45.97722°N 21.3175°E | mil. VI a. Chr., Paleolitic | Încarcă foto \| video | Raportează eroare |
| TM-I-s-B-06088 (RAN: 158519.01)                                                                   | Așezare | sat Unip; comuna Sacoșu Turcesc             | „Oceala”, la 1,5 km SE de sat 45.64639°N 21.34278°E | mil. VI a. Chr., Paleolitic | Încarcă foto \| video | Raportează eroare |
| TM-I-s-B-06089 (RAN: 158519.02)                                                                   | Așezare | sat Unip; comuna Sacoșu Turcesc             | „Dealul Cetățuica”, la 3 km NV de sat 45.66972°N 21.29972°E | mil. VI a. Chr., Paleolitic | Încarcă foto \| video | Raportează eroare |
| TM-I-s-B-06090 (RAN: 157576.01, 157576.10, 157576.11)                                             | Tumuli | sat Vizejdia; comuna Gottlob                | Pe terenul fostului CAP | mil. II a. Chr., Epoca bronzului | Încarcă foto \| video | Raportează eroare |
| TM-I-s-B-06091 (RAN: 159348.01)                                                                   | Așezare medievală                                                                                             | sat Voiteg; comuna Voiteg                   | „Seliște”, la 6 km V de sat 45.47°N 21.21167°E | sec. XII–XIV | Încarcă foto \| video | Raportează eroare |
| TM-I-s-B-06092 (RAN: 159348.02)                                                                   | Situl arheologic de la Voiteg                                                                                 | sat Voiteg; comuna Voiteg                   | La 3 km V de sat | | Încarcă foto \| video | Raportează eroare |
| TM-I-m-B-06092.01 (RAN: 159348.02.03)                                                             | Necropolă | sat Voiteg; comuna Voiteg                   | La 3 km V de sat 45.48389°N 21.20167°E | sec. X, Epoca medievală timpurie | Încarcă foto \| video | Raportează eroare |
| TM-I-m-B-06092.02 (RAN: 159348.02.01)                                                             | Așezare | sat Voiteg; comuna Voiteg                   | La 3 km V de sat 45.48389°N 21.20167°E | mil. II a. Chr., Epoca bronzului | Încarcă foto \| video | Raportează eroare |
| TM-I-m-B-06092.03 (RAN: 159348.02.02)                                                             | Necropolă | sat Voiteg; comuna Voiteg                   | La 3 km V de sat 45.48389°N 21.20167°E | mil. II a. Chr., Epoca bronzului | Încarcă foto \| video | Raportează eroare |
| TM-II-m-A-06093                                                                                   | Biserica de lemn „Sf. Arhangheli”                                                                             | municipiul Timișoara                        | „Pădurea Verde”, în NE orașului, în Muzeul Satului Bănățean 45.77757°N 21.26625°E | 1750–1800 |                       | Raportează eroare |
| TM-II-m-A-06094                                                                                   | Centrală hidroelectrică                                                                                       | municipiul Timișoara                        | Pe canalul Bega 45.7581°N 21.265°E | 1907–1910 László Székely (arhitect) | Alte imagini          | Raportează eroare |
| TM-II-s-A-06095                                                                                   | Situl urban Cartierul „Cetatea Timișoara”                                                                     | municipiul Timișoara                        | Piața Victoriei-Piața Huniade Iancu-Str. Telbisz Carol-Str. Proclamația de la Timișoara-Str. Hector-Piața Brătianu Ionel I.C.- Str. Oituz-Str. Dima Gh.-Str. Sf. Ioan 45.756°N 21.229°E                                                                                   | sec. XVIII–XX László Székely ș.a. (arhitecți) | Alte imagini          | Raportează eroare |
| TM-II-s-B-06096                                                                                   | Situl urban „Fabric” (I)                                                                                      | municipiul Timișoara                        | Str. Timocului-Str. Dacilor (ambele fronturi) - Str. Ștefan cel Mare (ambele fronturi) - Str. Școlii - Str. Comănești - Piața Suluțiu Sterca Al., mitropolit- Piața Vlaicu Aurel-Str. Petrescu- Titel Constantin-Str. Negruzzi C.- Str. Ispirescu Petre 45.7577°N 21.25°E | sec. XVIII–XIX László Székely, Henrik Telkes ș.a. (arhitecți)                                                                                     | Alte imagini          | Raportează eroare |
| TM-II-a-A-06097                                                                                   | Ansamblul urban „Fabric” (II)                                                                                 | municipiul Timișoara                        | Pod Neptun - Splaiul Nistrului - Str. Linția Dionisie, professor - Str. 3 August 1919 (nr. 33) - Str. Mircești (până la intersecția cu Str. Abrud) - Piața Romanilor - Str. Nischbach Joseph, episcop 45.7575°N 21.247°E                                                  | sec. XX László Székely, Lajos Ybl, Eduard Reiter, Karl Hart ș.a. (arhitecți)                                                                      | Alte imagini          | Raportează eroare |
| TM-II-s-B-06098                                                                                   | Situl urban „Vechiul Cartier Iosefin”                                                                         | municipiul Timișoara                        | Splaiul Vladimirescu Tudor - Str. Dragalina Ion, general - Str. 16 Decembrie 1989 - Str. Odobescu - Str. Romulus-Str. Doja Gheorghe- Str. Brașov 45.746°N 21.216°E | sec. XIX–XX Martin Gemeinhardt, Eduard Reiter, László Székely ș.a. (arhitecți)                                                                    | Alte imagini          | Raportează eroare |
| TM-II-a-B-06099                                                                                   | Ansamblul urban I                                                                                             | municipiul Timișoara                        | Str. Memorandului (între nr. 1-114) - Piața Adamachi Vasile 45.74°N 21.232°E | sec. XVIII–XX |                       | Raportează eroare |
| TM-II-a-B-06100                                                                                   | Ansamblul urban II                                                                                            | municipiul Timișoara                        | Piața Huniade Iancu - Str. 20 Decembrie 1989 - Bd. Loga C.D. - Str. Cristea Miron, patriarh 45.7522°N 21.228°E | sec. XIX–XX Albert Vigh (1864—?), Gedeon Neubauer (?–1960) (arhitecți)                                                                            |                       | Raportează eroare |
| TM-II-a-B-06101                                                                                   | Cămine muncitorești interbelice                                                                               | municipiul Timișoara                        | Bd. Ionescu Take-Str. Baader- Str. Înfrățirii 45.762°N 21.244°E | sec. XX |                       | Raportează eroare |
| TM-II-a-B-06102                                                                                   | Ansamblul urban III                                                                                           | municipiul Timișoara                        | Str. Virtuții (nr. 4) - Str. Kogălniceanu Mihail (nr. 19, 21) 45.7652°N 21.2452°E | sec. XIX–XX |                       | Raportează eroare |
| TM-II-a-A-06103                                                                                   | Cetatea Timișoara                                                                                             | municipiul Timișoara                        | Calea Cuza Al. Ioan - Str. Brediceanu Coriolan - Str. Luther Martin - Str. Hector 45.756°N 21.229°E | 1723–1730 | Alte imagini          | Raportează eroare |
| TM-II-m-A-06103.03                                                                                | Fragment fortificație                                                                                         | municipiul Timișoara                        | Str. Luther Martin-Str. Hector 45.757°N 21.2335°E | 1723–1730 | Alte imagini          | Raportează eroare |
| TM-II-a-B-06104                                                                                   | Ansamblul urban IV                                                                                            | municipiul Timișoara                        | Intersecția Bd. Regele Carol I cu Str. Văcărescu I. 45.7443°N 21.209°E | sec. XIX–XX Karl Hart, László Székely (arhitecți)                                                                                                 | Alte imagini          | Raportează eroare |
| TM-II-a-B-06105                                                                                   | Ansamblul urban V                                                                                             | municipiul Timișoara                        | Intersecția Bd. Regele Carol I cu Str. Maniu Iuliu 45.7436°N 21.2067°E | sec. XIX–XX László Székely, Martin Gemeinhardt (arhitecți)                                                                                        | Alte imagini          | Raportează eroare |
| TM-II-a-B-06106                                                                                   | Ansamblul urban VI                                                                                            | municipiul Timișoara                        | Str. 1 Decembrie (între nr. 2-10), Str. Feldioara (între nr. 2-6) 45.7405°N 21.227°E | sec. XX |                       | Raportează eroare |
| TM-II-a-B-06107                                                                                   | Ansamblul urban VII                                                                                           | municipiul Timișoara                        | Str. Dr. Gabor Liviu (nr. 1, 4), Str. Paris (nr. 1) 45.754°N 21.223°E | sec. XX |                       | Raportează eroare |
| TM-II-a-B-06114                                                                                   | Ansamblul urban IX                                                                                            | municipiul Timișoara                        | Bd. Revoluției din 1989 și Piața Murgu Eftimie (între nr. 1-7, 15-17), cu Poșta, Banca Națională, Institutul de Medicină, două cămine studențești 45.756°N 21.236°E | sec. XX |                       | Raportează eroare |
| TM-II-s-B-06116                                                                                   | Muzeul Satului Bănățean                                                                                       | municipiul Timișoara                        | „Pădurea Verde”, în NE orașului 45.7773°N 21.266°E | sec. XIX–XX |                       | Raportează eroare |
| TM-II-a-A-06159                                                                                   | Ansamblul Liceului Piarist                                                                                    | municipiul Timișoara                        | Piața Regina Maria-Bd. Regele Ferdinand I-Str. Piatra Craiului 45.7527°N 21.2226°E | 1908 László Székely (arhitect) | Alte imagini          | Raportează eroare |
| TM-II-m-B-06117                                                                                   | Cazarma pompierilor din Iosefin                                                                               | municipiul Timișoara                        | Bd. 16 Decembrie 1989 50 45.7406°N 21.2106°E | 1 iunie 1906 László Székely (arhitect) |                       | Raportează eroare |
| TM-II-m-A-06118                                                                                   | Teatrul Național                                                                                              | municipiul Timișoara                        | Str. Alba Iulia 2 45.7543°N 21.2259°E | 1874, ref. parțial 1923–1928 și 1934–1936 Ferdinand Fellner junior, Hermann Helmer (1871) (arhitect), [[Fellner & Helmer⁠(d)]] (firma_arhitectura) | Încarcă foto \| video | Raportează eroare |
| TM-II-m-B-06119                                                                                   | Casă (Casa Nedelkovich)                                                                                       | municipiul Timișoara                        | Str. Alecsandri Vasile 3 45.7565°N 21.2277°E | sec. XVIII (1734) |                       | Raportează eroare |
| TM-II-m-B-06121                                                                                   | Institutul de Igienă                                                                                          | municipiul Timișoara                        | Bd. Babeș Victor 16 45.7444°N 21.2312°E | 1929–1937 |                       | Raportează eroare |
| TM-II-a-B-06108                                                                                   | Ansamblul urban „Str. Badea Cârțan”                                                                           | municipiul Timișoara                        | Piața Badea Cârțan (front vestic) 45.7615°N 21.2475°E | sec. XIX | Alte imagini          | Raportează eroare |
| TM-II-m-A-06122                                                                                   | Turn de apă                                                                                                   | municipiul Timișoara                        | Str. Barițiu G. 3 45.74538°N 21.2016°E | 1913-1914 László Székely (arhitect), János Lenarduzzi (1865–1916), Richárd Sabathiel (1875–1942) (ingineri)                                       | Alte imagini          | Raportează eroare |
| TM-II-m-A-06123                                                                                   | Biserica romano-catolică „Sf. Ecaterina”                                                                      | municipiul Timișoara                        | Str. Bolyai Janos 6 45.7542°N 21.2284°E | 1752–1755 | Alte imagini          | Raportează eroare |
| TM-II-m-B-06124                                                                                   | Casa cu axă de fier                                                                                           | municipiul Timișoara                        | Piața Brătianu Ionel I.C. 1 45.7575°N 21.2318°E | sec. XVIII (1836) Anton Schmidt (arhitect) | Alte imagini          | Raportează eroare |
| TM-II-m-B-06125                                                                                   | Casă (Casa parohială protestantă)                                                                             | municipiul Timișoara                        | Piața Brătianu Ionel I.C. 2 45.7578°N 21.2318°E | sec. XVIII (1836 | Alte imagini          | Raportează eroare |
| TM-II-m-A-06103.02                                                                                | Fragment fortificație (Bastionul Eugeniu)                                                                     | municipiul Timișoara                        | Str. Brediceanu Coriolan 2 45.7565°N 21.2239°E | 1723–1730 | Alte imagini          | Raportează eroare |
| TM-II-m-B-06126                                                                                   | Sinagogă | municipiul Timișoara                        | Str. Caragiale I.L. 2 45.7563°N 21.2454°E | 1899 Carl Schumann (de) (arhitect) | Alte imagini          | Raportează eroare |
| TM-II-m-A-06158                                                                                   | Casa turcească                                                                                                | municipiul Timișoara                        | Str. Celebi Evlia 2 45.744°N 21.2282°E | sec. XVIII | Încarcă foto \| video | Raportează eroare |
| TM-II-m-B-06127                                                                                   | Casă (Casa Nanet[te] Stojadinovich)                                                                           | municipiul Timișoara                        | Str. Coșbuc George 3 45.7584°N 21.2304°E | sec. XVIII |                       | Raportează eroare |
| TM-II-m-B-06128                                                                                   | Sinagoga din Fabric                                                                                           | municipiul Timișoara                        | Str. Creangă Ion 16 45.75985°N 21.25415°E | sec. XVIII (1889) |                       | Raportează eroare |
| TM-II-m-A-06103.01                                                                                | Fragment fortificație                                                                                         | municipiul Timișoara                        | Calea Cuza Al. Ioan 45.7604°N 21.2277°E | 1723–1730 | Alte imagini          | Raportează eroare |
| TM-II-m-B-06129                                                                                   | Casă | municipiul Timișoara                        | Str. Dacilor 4 45.7584°N 21.2497°E | sec. XVIII |                       | Raportează eroare |
| TM-II-m-B-06130                                                                                   | Casă (Casa Zlatko)                                                                                            | municipiul Timișoara                        | Str. Dacilor 13 45.759°N 21.2493°E | sec. XVIII |                       | Raportează eroare |
| TM-II-m-B-06131                                                                                   | Casa cu Atlanți, azi locuință                                                                                 | municipiul Timișoara                        | Str. Delamarina V. V. 1 45.7551°N 21.2266°E | înc. sec. XVIII Lipót Baumhorn (arhitect) | Alte imagini          | Raportează eroare |
| TM-II-a-B-06109                                                                                   | Ansamblul urban VIII                                                                                          | municipiul Timișoara                        | Str. Doja Gheorghe (de la Piața Bălcescu la Str. Onițiu Virgil) 45.7425°N 21.2245°E | sec. XIX Martin Gemeinhardt ș.a. (arhitecți) | Alte imagini          | Raportează eroare |
| TM-II-m-A-06132                                                                                   | Biserica romano-catolică Iosefin                                                                              | municipiul Timișoara                        | Str. Dragalina Ion, general 13 45.7447°N 21.21114°E | 1774 | Alte imagini          | Raportează eroare |
| TM-II-m-B-06133                                                                                   | Pod metalic (adus pe actualul amplasament în 1914)                                                            | municipiul Timișoara                        | Str. Endre Ady f. n. 45.74907°N 21.21457°E | 1871 ing. Károly Lád, Robert Tóth (proiectanți)                                                                                                   |                       | Raportează eroare |
| TM-II-m-A-06134                                                                                   | Abator | municipiul Timișoara                        | Bd. Eroilor de la Tisa 24 45.7476°N 21.2445°E | 1904–1905 László Székely (arhitect) | Alte imagini          | Raportează eroare |
| TM-II-m-A-06135                                                                                   | Palatul Dicasterial                                                                                           | municipiul Timișoara                        | Str. Eugeniu de Savoya 2 45.7579°N 21.2314°E | 1855–1860 | Alte imagini          | Raportează eroare |
| TM-II-m-B-06136                                                                                   | Casă | municipiul Timișoara                        | Str. Eugeniu de Savoya 14 | sec. XVIII |                       | Raportează eroare |
| TM-II-m-A-06137                                                                                   | Casa Prințului Eugeniu de Savoya                                                                              | municipiul Timișoara                        | Str. Eugeniu de Savoya 24 45.757°N 21.2261°E | 1817 | Alte imagini          | Raportează eroare |
| TM-II-m-B-06139                                                                                   | Casă | municipiul Timișoara                        | Str. Griselini Francesco 2 45.7564°N 21.2311°E | sec. XVIII |                       | Raportează eroare |
| TM-II-m-A-06140 (RAN: 155252.09)                                                                  | Castelul Huniade, azi Muzeul Banatului                                                                        | municipiul Timișoara                        | Piața Huniade Iancu 1 45.7531°N 21.227°E | 1443–1447, ref. sec. XVI, XVIII, 1856 | Alte imagini          | Raportează eroare |
| TM-II-m-A-06120                                                                                   | Biserica sârbească „Sf. Nicolae”                                                                              | municipiul Timișoara                        | Piața Iancu Avram 13 45.7654°N 21.2073°E | 1792–1796, 1819–1820 | Alte imagini          | Raportează eroare |
| TM-II-m-A-06141                                                                                   | Spitalul Militar                                                                                              | municipiul Timișoara                        | Str. Lazăr Gheorghe 7 45.7569°N 21.2254°E | 1764–1766, modif. 1817–1818 |                       | Raportează eroare |
| TM-II-m-A-06142                                                                                   | Primăria veche                                                                                                | municipiul Timișoara                        | Piața Libertății 1 45.7561°N 21.2274°E | 1731–1734, 1782; ref. sec. XIX | Alte imagini          | Raportează eroare |
| TM-II-m-A-06143                                                                                   | Cazinoul Militar                                                                                              | municipiul Timișoara                        | Piața Libertății 7 45.7556°N 21.2264°E | 1775 sau 1788 | Alte imagini          | Raportează eroare |
| TM-II-m-B-06144                                                                                   | Școala Superioară de Comerț, azi Primăria Municipiului Timișoara                                              | municipiul Timișoara                        | Bd. Loga C.D. 1 45.7511°N 21.2264°E | 1914 László Székely (arhitect) |                       | Raportează eroare |
| TM-II-m-B-06145                                                                                   | Biserica de lemn „Sf. Dimitrie”                                                                               | municipiul Timișoara                        | Bd. Loga C.D. 7 45.75115°N 21.22973°E | 1774 | Alte imagini          | Raportează eroare |
| TM-II-m-B-06146                                                                                   | Liceul C. D. Loga, azi Colegiul C. D. Loga                                                                    | municipiul Timișoara                        | Bd. Loga C.D. 37 45.7528°N 21.2344°E | 1902–1903 Ignác Alpár (arhitect) | Alte imagini          | Raportează eroare |
| TM-II-m-B-06147                                                                                   | Vilă (Clinica de Recuperare, Medicină Fizică și Balneologie)                                                  | municipiul Timișoara                        | Bd. Loga C.D. 44 45.7532°N 21.2359°E | 1911–1912 |                       | Raportează eroare |
| TM-II-m-B-06148                                                                                   | Școala de fete, azi Liceul Carmen Sylva                                                                       | municipiul Timișoara                        | Bd. Loga C.D. 45 45.7541°N 21.2358°E | 1903–1904 Lipót Baumhorn, Jacob Klein (arhitecți)                                                                                                 | Alte imagini          | Raportează eroare |
| TM-II-m-A-06149                                                                                   | Spitalul orășenesc, azi Spitalul de oncologie și dermato-venerice                                             | municipiul Timișoara                        | Str. Mărășești 5 45.7558°N 21.2253°E | 1744–1757, ref. sec. XIX |                       | Raportează eroare |
| TM-II-m-A-06150                                                                                   | Sinagoga din Cetate                                                                                           | municipiul Timișoara                        | Str. Mărășești 6 45.7565°N 21.2261°E | 1863–1865 Carl Schumann (arhitect) | Alte imagini          | Raportează eroare |
| TM-II-m-B-06151                                                                                   | Casă | municipiul Timișoara                        | Str. Mercy Florimund 4 45.7568°N 21.229°E | sec. XVIII |                       | Raportează eroare |
| TM-II-m-A-06152                                                                                   | Turn de apă                                                                                                   | municipiul Timișoara                        | Str. Micu Samuil 16 45.76587°N 21.25105°E | 1912–1914 László Székely (arhitect) János Lenarduzzi, Richárd Sabathiel (ingineri)                                                                |                       | Raportează eroare |
| TM-II-a-B-06153                                                                                   | Ansamblul Facultății de Mecanică                                                                              | municipiul Timișoara                        | Bd. Mihai Viteazul 1 45.746°N 21.2268°E | 1923 |                       | Raportează eroare |
| TM-II-m-B-06153.01                                                                                | Facultatea de Mecanică                                                                                        | municipiul Timișoara                        | Bd. Mihai Viteazul 1 45.746°N 21.2258°E | 1923 Duiliu Marcu (arhitect) | Încarcă foto \| video | Raportează eroare |
| TM-II-m-B-06153.02                                                                                | Cămin studențesc                                                                                              | municipiul Timișoara                        | Bd. Mihai Viteazul 1 45.7452°N 21.2266°E | 1923 Duiliu Marcu (arhitect) |                       | Raportează eroare |
| TM-II-m-B-06153.03                                                                                | Cantină | municipiul Timișoara                        | Bd. Mihai Viteazul 1 45.7451°N 21.2276°E | 1923 Duiliu Marcu (arhitect) |                       | Raportează eroare |
| TM-II-a-B-06110                                                                                   | Ansamblul urban „Bd. Mihai Viteazul”                                                                          | municipiul Timișoara                        | Bd. Mihai Viteazul 3, 26, 28 45.7446°N 21.2257°E | sec. XIX-XX |                       | Raportează eroare |
| TM-II-m-A-06154                                                                                   | Palatul Episcopal romano-catolic                                                                              | municipiul Timișoara                        | Str. Pacha Augustin, episcop 4 45.7562°N 21.23°E | 1743–1752 | Alte imagini          | Raportează eroare |
| TM-II-m-B-06155                                                                                   | Casă, azi sediul DJC Timiș                                                                                    | municipiul Timișoara                        | Str. Pacha Augustin, episcop 8 45.757°N 21.23°E | sec. XIX |                       | Raportează eroare |
| TM-II-m-B-06156                                                                                   | Casă | municipiul Timișoara                        | Str. Paul Chinezul 1 45.7578°N 21.2306°E | sec. XVIII (1859) |                       | Raportează eroare |
| TM-II-m-B-06157                                                                                   | Casă | municipiul Timișoara                        | Str. Paul Chinezul 4 45.7582°N 21.2311°E | sec. XVIII |                       | Raportează eroare |
| TM-II-a-B-06111                                                                                   | Ansamblul urban „Str. Pestalozzi”                                                                             | municipiul Timișoara                        | Str. Pestalozzi 14-16 45.7541°N 21.2448°E | sec. XIX | Alte imagini          | Raportează eroare |
| TM-II-m-B-06160                                                                                   | Fabrica de tutun, azi Fabrica de țigări Timișoara                                                             | municipiul Timișoara                        | Str. Pop de Băsești Gheorghe 2 45.747°N 21.2054°E | 1846 | Alte imagini          | Raportează eroare |
| TM-II-m-B-06161                                                                                   | Casa cu „Pomul Breslelor”                                                                                     | municipiul Timișoara                        | Str. Proclamația de la Timișoara 3 45.756°N 21.2306°E | sec. XIX | Alte imagini          | Raportează eroare |
| TM-II-m-A-06162                                                                                   | Palatul Dejan                                                                                                 | municipiul Timișoara                        | Str. Proclamația de la Timișoara 5 45.7561°N 21.2312°E | 1735, 1802 | Alte imagini          | Raportează eroare |
| TM-II-m-A-06163                                                                                   | Casa Contelui de Mercy                                                                                        | municipiul Timișoara                        | Str. Proclamația de la Timișoara 7 45.7562°N 21.2318°E | sec. XVIII | Alte imagini          | Raportează eroare |
| TM-II-m-A-06138                                                                                   | Catedrala mitropolitană „Sf. Trei Ierarhi”                                                                    | municipiul Timișoara                        | Bd. Regele Ferdinand I 1 45.7506°N 21.2242°E | 1936–1946 Ion Traianescu (arhitect) |                       | Raportează eroare |
| TM-II-a-B-06112                                                                                   | Ansamblul urban „Str. Anton Seiller”                                                                          | municipiul Timișoara                        | Str. Seiller Anton 1-11 45.7505°N 21.2148°E | sf. sec. XIX Eduard Reiter (arhitect) | Alte imagini          | Raportează eroare |
| TM-II-a-A-06164                                                                                   | Spitalul și biserica Mizericordienilor                                                                        | municipiul Timișoara                        | Str. Sf. Ioan 3 45.7557°N 21.2247°E | 1735–1851 | Alte imagini          | Raportează eroare |
| TM-II-m-A-06164.01                                                                                | Biserica Mizericordienilor, azi biserică greco-catolică                                                       | municipiul Timișoara                        | Str. Sf. Ioan 3 45.7558°N 21.2247°E | 1735–1737, ref. 1851 |                       | Raportează eroare |
| TM-II-m-A-06164.02                                                                                | Spitalul Mizericordienilor, azi Spitalul de oftalmologie                                                      | municipiul Timișoara                        | Str. Sf. Ioan 3 45.7556°N 21.2247°E | 1748–1753 |                       | Raportează eroare |
| TM-II-m-A-06165                                                                                   | Biserica greco-catolică „Nașterea Maicii Domnului”                                                            | municipiul Timișoara                        | Piața Suluțiu Sterca Al., mitropolit 1 45.7545°N 21.2506°E | 1763 | Alte imagini          | Raportează eroare |
| TM-II-m-B-06166                                                                                   | Biserica „Sf. Ilie”                                                                                           | municipiul Timișoara                        | Str. Șaguna Andrei, mitropolit 12 45.7583°N 21.2574°E | 1911, pictată 1913 László Székely (arhitect) |                       | Raportează eroare |
| TM-II-a-A-06167                                                                                   | Ansamblul fabricii de bere                                                                                    | municipiul Timișoara                        | Str. Ștefan cel Mare 28 45.7542°N 21.2491°E | sec. XVIII–XX |                       | Raportează eroare |
| TM-II-m-A-06167.01                                                                                | Fabrica de bere                                                                                               | municipiul Timișoara                        | Str. Ștefan cel Mare 28 | sec. XVIII, ref. 1890 | Încarcă foto \| video | Raportează eroare |
| TM-II-m-B-06167.02                                                                                | Hală de îmbuteliere                                                                                           | municipiul Timișoara                        | Str. Ștefan cel Mare 28 | sec. XX | Încarcă foto \| video | Raportează eroare |
| TM-II-m-A-06167.03                                                                                | Magazie | municipiul Timișoara                        | Str. Ștefan cel Mare 28 | sec. XIX | Încarcă foto \| video | Raportează eroare |
| TM-II-a-B-06113                                                                                   | Ansamblul urban „Splaiul Nicolae Titulescu”                                                                   | municipiul Timișoara                        | Splaiul Titulescu Nicolae (de la Parcul Central la str. Mureșanu Andrei) 45.7502°N 21.2162°E | sf. sec. XIX Eduard Reiter ș.a. (arhitect) | Alte imagini          | Raportează eroare |
| TM-II-m-B-06168                                                                                   | Corpul administrativ al Fabricii de Pălării                                                                   | municipiul Timișoara                        | Splaiul Titulescu Nicolae 5 45.7501°N 21.2157°E | sec. XX (1900) Eduard Reiter (arhitect) |                       | Raportează eroare |
| TM-II-m-A-06169                                                                                   | Biserica sârbească „Sf. Gheorghe”                                                                             | municipiul Timișoara                        | Piața Traian 1 45.7577°N 21.2509°E | 1745–1755 | Alte imagini          | Raportează eroare |
| TM-II-m-B-06170                                                                                   | Casă (Casa Nenadovits)                                                                                        | municipiul Timișoara                        | Piața Traian 7 45.7573°N 21.2495°E | sec. XVIII | Alte imagini          | Raportează eroare |
| TM-II-m-B-06171                                                                                   | Casă | municipiul Timișoara                        | Piața Țepeș Vodă 1 45.7577°N 21.231°E | sec. XVIII, transf. sec. XIX |                       | Raportează eroare |
| TM-II-m-A-06172                                                                                   | Claustrul mănăstirii Franciscanilor, azi Centrul de Cultură și Artă Timiș                                     | municipiul Timișoara                        | Str. Ungureanu Emanuil 1 45.7564°N 21.2269°E | 1733–1736 | Alte imagini          | Raportează eroare |
| TM-II-m-B-20931                                                                                   | Casă (Cafeneaua „Spieluhr”)                                                                                   | municipiul Timișoara                        | Str. Ungureanu Emanuil 8 45.7575°N 21.2273°E | sec. XVIII–XIX | Alte imagini          | Raportează eroare |
| TM-II-m-A-06173                                                                                   | Biserica Sârbească „Sf. Nicolae”                                                                              | municipiul Timișoara                        | Str. Ungureanu Emanuil 12 45.758°N 21.2277°E | 1744–1784, ref. 1791–1792 Mihailo Janic (sculptor)                                                                                                | Alte imagini          | Raportează eroare |
| TM-II-m-A-06174                                                                                   | Palatul baroc (Prefectura Veche), azi Muzeul de Artă                                                          | municipiul Timișoara                        | Piața Unirii 1 45.7574°N 21.2293°E | 1754, 1774, 1885 | Alte imagini          | Raportează eroare |
| TM-II-m-B-06175                                                                                   | Casă (Casele Canonicilor)                                                                                     | municipiul Timișoara                        | Piața Unirii 10 45.7585°N 21.2294°E | sec. XVIII | Alte imagini          | Raportează eroare |
| TM-II-m-A-06176                                                                                   | Domul romano-catolic „Sf. Gheorghe”                                                                           | municipiul Timișoara                        | Piața Unirii 12 45.7581°N 21.2303°E | 1736–1774 | Alte imagini          | Raportează eroare |
| TM-II-a-A-06115                                                                                   | Ansamblul urban interbelic „Corso”                                                                            | municipiul Timișoara                        | Piața Victoriei 45.7525°N 21.2248°E | sec. XX László Székely, Lipót Baumhorn, Arnold Merbl ș.a. (arhitecți)                                                                             | Alte imagini          | Raportează eroare |
| TM-II-a-A-06177                                                                                   | Ansamblul conacului Banloc                                                                                    | sat Banloc; comuna Banloc                   | 15 45.38763°N 21.13832°E | 1793, sec. XIX | Alte imagini          | Raportează eroare |
| TM-II-m-A-06177.01                                                                                | Conacul Banloc                                                                                                | sat Banloc; comuna Banloc                   | 15 | 1793 |                       | Raportează eroare |
| TM-II-m-A-06177.02                                                                                | Parc | sat Banloc; comuna Banloc                   | 15 | sec. XIX |                       | Raportează eroare |
| TM-II-m-B-06178                                                                                   | Casă | sat Banloc; comuna Banloc                   | 539 | 1865 | Încarcă foto \| video | Raportează eroare |
| TM-II-m-A-06179                                                                                   | Biserica de lemn „Cuvioasa Paraschiva”                                                                        | sat aparținător Bătești; oraș Făget         | 144 45.84834°N 22.20278°E | sec. XVIII | Alte imagini          | Raportează eroare |
| TM-II-m-B-06180                                                                                   | Casă | sat Bârna; comuna Bârna                     | 91 | 1890 | Încarcă foto \| video | Raportează eroare |
| TM-II-m-A-06181                                                                                   | Biserica „Sf. Născătoare de Dumnezeu”                                                                         | sat Beba Veche; comuna Beba Veche           | 293 | 1779 | Încarcă foto \| video | Raportează eroare |
| TM-II-m-B-06182                                                                                   | Casă | sat Beba Veche; comuna Beba Veche           | 307 | 1900 | Încarcă foto \| video | Raportează eroare |
| TM-II-m-A-06183                                                                                   | Biserica „Mutarea moaștelor Sf. Nicolae”                                                                      | sat Becicherecu Mic; comuna Becicherecu Mic | 377 A | 1823–1844 |                       | Raportează eroare |
| TM-II-m-B-06184                                                                                   | Casă | sat Becicherecu Mic; comuna Becicherecu Mic | 644 | 1914 | Încarcă foto \| video | Raportează eroare |
| TM-II-m-A-06185                                                                                   | Biserica „Învierea Domnului”                                                                                  | sat Belinț; comuna Belinț                   | 443 | 1787 | Încarcă foto \| video | Raportează eroare |
| TM-II-m-A-06186 (RAN: 158582.01)                                                                  | Biserica „Sf. Mucenic Gheorghe”                                                                               | sat Beregsău Mare; comuna Săcălaz           | Str. 1 53 45.7597°N 21.0194°E | 1793 |                       | Raportează eroare |
| TM-II-m-B-06187                                                                                   | Casă | sat Biled; comuna Șandra                    | 377 45.8836°N 20.9629°E | 1909 |                       | Raportează eroare |
| TM-II-m-A-06188                                                                                   | Biserică romano-catolică                                                                                      | sat Bobda; comuna Cenei                     | 279 45.73517°N 20.94302°E | 1860 | Alte imagini          | Raportează eroare |
| TM-II-m-B-06189                                                                                   | Casă | sat Boldur; comuna Boldur                   | 37 | 1928 | Încarcă foto \| video | Raportează eroare |
| TM-II-m-B-06190 (RAN: 157610.01)                                                                  | Biserica de lemn „Sf. Ioan Teologul”                                                                          | sat Bulza; comuna Margina                   | f.n., centrul satului | 1820 | Încarcă foto \| video | Raportează eroare |
| TM-II-a-B-20994                                                                                   | Ansamblul Parohiei Evanghelice Lutherane                                                                      | sat Butin; oraș Gătaia                      | Str. Principală 24, 61, 64 | sec. XIX | Încarcă foto \| video | Raportează eroare |
| TM-II-m-B-20994.01                                                                                | Biserica Evanghelică Lutherană                                                                                | sat Butin; oraș Gătaia                      | Str. Principală 24 | 1862 | Încarcă foto \| video | Raportează eroare |
| TM-II-m-B-20994.02                                                                                | Casa cantorială                                                                                               | sat Butin; oraș Gătaia                      | Str. Principală 61 | înc. sec. XIX | Încarcă foto \| video | Raportează eroare |
| TM-II-m-B-20994.03                                                                                | Casa parohială                                                                                                | sat Butin; oraș Gătaia                      | Str. Principală 64 | a doua jum. sec. XIX | Încarcă foto \| video | Raportează eroare |
| TM-II-a-A-06191                                                                                   | Ansamblul de arhitectură balneară „Zona cu parcul”, cu colonada, Hotelul „Bazar”, Hotelul „Grand” și cazinoul | oraș Buziaș                                 | Zona cu parcul, colonada, Hotel „Bazar”, Hotel „Grand”, cazinoul 45.649°N 21.607°E | 1811–1870 | Alte imagini          | Raportează eroare |
| TM-II-m-B-21091                                                                                   | Spitalul Orășenesc Buziaș                                                                                     | oraș Buziaș                                 | Str. Spitalului nr. 4-6 45.6538°N 21.60011°E | | Încarcă foto \| video | Raportează eroare |
| TM-II-m-A-06192                                                                                   | Castelul Contelui de Mercy                                                                                    | sat Carani; comuna Sânandrei                | 1 45.9132°N 21.1499°E | 1733–1734 |                       | Raportează eroare |
| TM-II-m-A-06193                                                                                   | Biserica romano-catolică „Înălțarea Crucii”                                                                   | sat Carani; comuna Sânandrei                | 68 45.91286°N 21.15115°E | 1734 |                       | Raportează eroare |
| TM-II-m-A-06194                                                                                   | Biserica de lemn „Adormirea Maicii Domnului”                                                                  | sat Căpăt; comuna Racovița                  | 111 | sec. XVIII | Alte imagini          | Raportează eroare |
| TM-II-m-A-06195                                                                                   | Biserica de lemn „Sf. Gheorghe”, azi biserică de cimitir                                                      | sat aparținător Cebza; oraș Ciacova         | f.n., în cimitir | 1758 | Încarcă foto \| video | Raportează eroare |
| TM-II-m-B-06196                                                                                   | Casă | sat Cenad; comuna Cenad                     | 714 | 1874 | Încarcă foto \| video | Raportează eroare |
| TM-II-m-B-06197                                                                                   | Casă | sat Cenei; comuna Cenei                     | 76 45.71465°N 20.89998°E | 1924 | Încarcă foto \| video | Raportează eroare |
| TM-II-s-A-06198                                                                                   | Situl rural „Satul Charlottenburg”                                                                            | sat Charlottenburg; comuna Bogda            | Întreaga localitate, sat de plan circular 45.9811°N 21.5233°E | 1772 | Alte imagini          | Raportează eroare |
| TM-II-m-B-06199                                                                                   | Casă | sat Chizătău; comuna Belinț                 | 82 | sf. sec. XIX | Încarcă foto \| video | Raportează eroare |
| TM-II-m-B-06200                                                                                   | Biserica „Nașterea Maicii Domnului”                                                                           | sat Chizătău; comuna Belinț                 | 273 | 1827 |                       | Raportează eroare |
| TM-II-m-A-06201 (RAN: 156366.01)                                                                  | Turn de apărare                                                                                               | oraș Ciacova                                | f.n., în zona centrală | sec. XIV | Alte imagini          | Raportează eroare |
| TM-II-m-A-06203                                                                                   | Biserica sârbească „Maica Domnului”                                                                           | oraș Ciacova                                | Str. Bistriței 24 | 1768 | Încarcă foto \| video | Raportează eroare |
| TM-II-a-A-06202                                                                                   | Ansamblul urban „Piața Cetății”                                                                               | oraș Ciacova                                | Piața Cetății | sec. XVIII–XIX | Încarcă foto \| video | Raportează eroare |
| TM-II-m-B-06204                                                                                   | Conacul „Petala”                                                                                              | sat Clopodia; comuna Jamu Mare              | 421 45.28181°N 21.46399°E | 1840 | Încarcă foto \| video | Raportează eroare |
| TM-II-m-B-06205                                                                                   | Casa Teodor Tibor                                                                                             | sat Comloșu Mare; comuna Comloșu Mare       | f.n. | 1870 | Încarcă foto \| video | Raportează eroare |
| TM-II-m-A-06206                                                                                   | Biserica „Adormirea Maicii Domnului”                                                                          | sat Comloșu Mare; comuna Comloșu Mare       | 539 45.89°N 20.62549°E | 1794–1796, ref. 1814, 1891 |                       | Raportează eroare |
| TM-II-m-B-06207 (RAN: 156446.01)                                                                  | Han | sat Comloșu Mare; comuna Comloșu Mare       | 605 | sec. XVIII | Încarcă foto \| video | Raportează eroare |
| TM-II-m-B-06208                                                                                   | Conacul „San Marco”                                                                                           | sat Comloșu Mare; comuna Comloșu Mare       | 655 45.891°N 20.6288°E | 1840–1856 |                       | Raportează eroare |
| TM-II-m-A-06209 (RAN: 156605.01)                                                                  | Han | sat Coșava; comuna Curtea                   | 59 | sec. XVIII | Încarcă foto \| video | Raportează eroare |
| TM-II-m-B-06210                                                                                   | Casă | sat Coșava; comuna Curtea                   | 133 | 1900 | Încarcă foto \| video | Raportează eroare |
| TM-II-m-B-06211                                                                                   | Biserica de lemn „Sf. Apostoli Petru și Pavel”                                                                | sat Coșevița; comuna Margina                | f.n. | 1776 | Alte imagini          | Raportează eroare |
| TM-II-m-A-06212                                                                                   | Casa Stăvilar, azi Stăvilar Coșteiu                                                                           | sat Coșteiu; comuna Coșteiu                 | 725, pe canalul Bega, nod hidro Coșteiu | 1759–1760, ref. 1860 | Încarcă foto \| video | Raportează eroare |
| TM-II-m-B-06213                                                                                   | Casă | sat Criciova; comuna Criciova               | 193 | 1919 | Încarcă foto \| video | Raportează eroare |
| TM-II-m-A-06214                                                                                   | Biserica de lemn „Cuvioasa Paraschiva”                                                                        | sat Crivina de Sus; comuna Pietroasa        | 63 | 1676, reparată 1778 | Alte imagini          | Raportează eroare |
| TM-II-m-B-06215                                                                                   | Biserica de lemn „Nașterea Maicii Domnului”                                                                   | sat Crivobara; comuna Secaș                 | 69 | 1780 | Alte imagini          | Raportează eroare |
| TM-II-m-A-06216                                                                                   | Biserica de lemn „Cuvioasa Paraschiva”                                                                        | sat Curtea; comuna Curtea                   | 270 | 1794 | Alte imagini          | Raportează eroare |
| TM-II-a-B-06217                                                                                   | Ansamblul urban „Străzile Victoriei și Mihai Viteazul”                                                        | oraș Deta                                   | Str. Victoriei (fostă Republicii) și str. Mihai Viteazul (pâna la intersecția cu str. Independenței, inclusiv Turnul pompierilor) | sec. XIX–XX | Încarcă foto \| video | Raportează eroare |
| TM-II-m-A-06218                                                                                   | Biserica de lemn „Cuvioasa Paraschiva”                                                                        | sat Dobrești; comuna Bara                   | 115 | 1832 | Alte imagini          | Raportează eroare |
| TM-II-m-A-06219                                                                                   | Biserica (ucraineană) de lemn „Nașterea Domnului”                                                             | sat Dragomirești; comuna Știuca             | | 1754 | Alte imagini          | Raportează eroare |
| TM-II-m-A-06220 (RAN: 157987.01)                                                                  | Biserica de lemn „Sf. Dumitru”                                                                                | sat Dubești; comuna Ohaba Lungă             | 146 | sec. XVII, pictată sec. XVIII | Alte imagini          | Raportează eroare |
| TM-II-m-A-06221                                                                                   | Biserica romano-catolică „Sf. Vendelin”                                                                       | sat Dudeștii Noi; comuna Dudeștii Noi       | 426 | 1750–1751 | Alte imagini          | Raportează eroare |
| TM-II-m-A-06222                                                                                   | Biserica romano-catolică „Sf. Maria”                                                                          | sat Dudeștii Vechi; comuna Dudeștii Vechi   | 257 | 1804 |                       | Raportează eroare |
| TM-II-m-B-06223                                                                                   | Casă | sat Dudeștii Vechi; comuna Dudeștii Vechi   | 882 | 1800 | Încarcă foto \| video | Raportează eroare |
| TM-II-m-A-06224                                                                                   | Cazinou „Cassina”                                                                                             | oraș Făget                                  | Calea Lugojului 10 | 1860 |                       | Raportează eroare |
| TM-II-m-B-20179                                                                                   | Depozit de cereale                                                                                            | sat Ferendia; comuna Jamu Mare              | | sf. sec. XIX | Încarcă foto \| video | Raportează eroare |
| TM-II-m-B-06225                                                                                   | Pod de cărămidă                                                                                               | sat Foeni; comuna Foeni                     | f.n., la marginea de SV a satului, lângă cimitir | 1749 | Încarcă foto \| video | Raportează eroare |
| TM-II-m-A-06226                                                                                   | Conacul familiei Mocioni, azi Căminul cultural Foeni                                                          | sat Foeni; comuna Foeni                     | 411 45.49971°N 20.87052°E | 1750 Mór Kallina |                       | Raportează eroare |
| TM-II-m-B-06227                                                                                   | Casă | sat Foeni; comuna Foeni                     | 427 | 1913 | Încarcă foto \| video | Raportează eroare |
| TM-II-m-B-20180                                                                                   | Conacul Gudenus                                                                                               | sat Gad; comuna Ghilad                      | f.n. 45.46772°N 20.98946°E | înc. sec. XIX |                       | Raportează eroare |
| TM-II-m-B-06228                                                                                   | Conac | sat Gad; comuna Ghilad                      | 176 45.46353°N 20.99351°E | 1800–1850 | Încarcă foto \| video | Raportează eroare |
| TM-II-m-B-06229                                                                                   | Casă | sat Găvojdia; comuna Găvojdia               | 26 | 1900 | Încarcă foto \| video | Raportează eroare |
| TM-II-m-B-06230                                                                                   | Casă | sat Găvojdia; comuna Găvojdia               | 111 | 1860 | Încarcă foto \| video | Raportează eroare |
| TM-II-m-B-06231                                                                                   | Biserica ortodoxă sârbească „Sf. Ioan Botezătorul”                                                            | sat Gelu; comuna Variaș                     | 203 | 1746 | Încarcă foto \| video | Raportează eroare |
| TM-II-m-B-06232                                                                                   | Casă | sat Giarmata; comuna Giarmata               | 171 | înc. sec. XX | Încarcă foto \| video | Raportează eroare |
| TM-II-m-B-06233                                                                                   | Biserica romano-catolică „Sf. Iosif”                                                                          | sat Giarmata; comuna Giarmata               | Str. Principală 419 | 1730 | Încarcă foto \| video | Raportează eroare |
| TM-II-m-B-06234                                                                                   | Depozit de cereale                                                                                            | sat Giera; comuna Giera                     | 91 | sec. XIX | Încarcă foto \| video | Raportează eroare |
| TM-II-m-B-06235                                                                                   | Biserica „Sf. Dumitru”                                                                                        | sat Giroc; comuna Giroc                     | 80 | 1759 |                       | Raportează eroare |
| TM-II-m-B-06236                                                                                   | Casă | sat Groși; comuna Margina                   | 55 | 1900 | Încarcă foto \| video | Raportează eroare |
| TM-II-m-A-06237 (RAN: 157647.02)                                                                  | Biserica de lemn „Adormirea Maicii Domnului”                                                                  | sat Groși; comuna Margina                   | 56 | 1741 | Alte imagini          | Raportează eroare |
| TM-II-m-A-06238                                                                                   | Biserica de lemn „Adormirea Maicii Domnului”                                                                  | sat Hezeriș; comuna Coșteiu                 | 138 | sec. XVIII | Alte imagini          | Raportează eroare |
| TM-II-m-B-06239                                                                                   | Conac | sat Hodoni; comuna Satchinez                | 92 A 45.90388°N 21.08937°E | sf. sec. XVIII | Încarcă foto \| video | Raportează eroare |
| TM-II-m-B-06240                                                                                   | Biserica de lemn „Adormirea Maicii Domnului”                                                                  | sat Homojdia; comuna Curtea                 | 19 | 1782–1804 | Alte imagini          | Raportează eroare |
| TM-II-m-B-06241                                                                                   | Biserica sârbească „Sf. Arhanghel Gavriil”                                                                    | sat Ivanda; comuna Giulvăz                  | 192 | 1851 | Încarcă foto \| video | Raportează eroare |
| TM-II-m-B-06242                                                                                   | Casă șvăbească (Casa dr. Karl Diel)                                                                           | oraș Jimbolia                               | Str. Diel 4 45.7871°N 20.7174°E | sec. XIX |                       | Raportează eroare |
| TM-II-m-B-06243                                                                                   | Conacul Csekonics                                                                                             | oraș Jimbolia                               | Str. Vladimirescu Tudor 81 45.7915°N 20.71755°E | sec. XVIII | Alte imagini          | Raportează eroare |
| TM-II-m-B-06244                                                                                   | Biserica de lemn „Cuvioasa Paraschiva”                                                                        | sat aparținător Jupânești; oraș Făget       | 52, în cimitir | sec. XVIII | Alte imagini          | Raportează eroare |
| TM-II-m-B-06245                                                                                   | Biserica romano-catolică „Sf. Tereza”                                                                         | sat Lenauheim; comuna Lenauheim             | 539 | 1778 | Încarcă foto \| video | Raportează eroare |
| TM-II-m-A-06246 (RAN: 157460.01)                                                                  | Casa Nikolaus Lenau, anterior han de poștă, azi muzeu                                                         | sat Lenauheim; comuna Lenauheim             | 542 45.87175°N 20.80187°E | sec. XVIII | Încarcă foto \| video | Raportează eroare |
| TM-II-m-B-06247                                                                                   | Casă | sat Liebling; comuna Liebling               | 222 | 1880 | Încarcă foto \| video | Raportează eroare |
| TM-II-a-B-06248                                                                                   | Ansamblul conacului Liptay                                                                                    | sat Lovrin; comuna Lovrin                   | 200 45.9685°N 20.77199°E | sec. XIX |                       | Raportează eroare |
| TM-II-m-B-06248.01                                                                                | Conacul Liptay                                                                                                | sat Lovrin; comuna Lovrin                   | 200 45.9685°N 20.77199°E | 1820 |                       | Raportează eroare |
| TM-II-m-B-06248.02                                                                                | Parc | sat Lovrin; comuna Lovrin                   | 200 | sec. XIX | Încarcă foto \| video | Raportează eroare |
| TM-II-m-B-06249                                                                                   | Casă | sat Lovrin; comuna Lovrin                   | Str. Nisipului 119 | 1906 |                       | Raportează eroare |
| TM-II-m-B-06250                                                                                   | Biserica sârbească de lemn „Sf. Gheorghe”                                                                     | sat Lucareț; comuna Brestovăț               | 36 | 1750 | Alte imagini          | Raportează eroare |
| TM-II-m-A-06252                                                                                   | Hanul Poștei                                                                                                  | municipiul Lugoj                            | Str. 20 Decembrie 1989 1 45.68705°N 21.9055°E | 1726 |                       | Raportează eroare |
| TM-II-m-B-06253                                                                                   | Teatrul vechi                                                                                                 | municipiul Lugoj                            | Str. Bucegi 2 45.6831°N 21.902°E | 1835 |                       | Raportează eroare |
| TM-II-a-A-06254                                                                                   | Fosta mănăstire a minoriților                                                                                 | municipiul Lugoj                            | Str. Bucegi 4 45.6837°N 21.9015°E | 1733 |                       | Raportează eroare |
| TM-II-m-A-06254.01                                                                                | Biserica fostei mănăstiri a minoriților                                                                       | municipiul Lugoj                            | Str. Bucegi 4 45.6837°N 21.9015°E | 1733 |                       | Raportează eroare |
| TM-II-m-A-06254.02                                                                                | Claustrul fostei mănăstiri a minoriților                                                                      | municipiul Lugoj                            | Str. Bucegi 4 45.6834°N 21.9017°E | 1733 |                       | Raportează eroare |
| TM-II-a-A-06251                                                                                   | Ansamblul urban „Piața I.C. Drăgan”                                                                           | municipiul Lugoj                            | Piața Drăgan I.C. | sec. XVIII–XX |                       | Raportează eroare |
| TM-II-m-B-06255                                                                                   | Casă, fost atelier de cizmar                                                                                  | municipiul Lugoj                            | Str. Iancu Avram 59 | 1878 |                       | Raportează eroare |
| TM-II-m-A-06256                                                                                   | Turnul fostei biserici „Sf. Nicolae”                                                                          | municipiul Lugoj                            | Piața Victoriei f.n. | 1726 |                       | Raportează eroare |
| TM-II-m-A-06257                                                                                   | Biserica „Adormirea Maicii Domnului”                                                                          | municipiul Lugoj                            | Piața Victoriei 2 45.6871°N 21.9064°E | 1759–1766 | Alte imagini          | Raportează eroare |
| TM-II-m-A-06258                                                                                   | Biserica de lemn „Cuvioasa Paraschiva”, azi biserică de cimitir                                               | sat Margina; comuna Margina                 | f.n., în cimitir | 1737 | Alte imagini          | Raportează eroare |
| TM-II-m-B-06259                                                                                   | Casă | sat Margina; comuna Margina                 | 62 | 1900 | Încarcă foto \| video | Raportează eroare |
| TM-II-m-B-06260                                                                                   | Casă | sat Margina; comuna Margina                 | 112 | 1900 | Încarcă foto \| video | Raportează eroare |
| TM-II-m-B-06261                                                                                   | Conac | sat Mașloc; comuna Mașloc                   | 142 45.99745°N 21.45468°E | 1855 | Încarcă foto \| video | Raportează eroare |
| TM-II-a-A-06262                                                                                   | Mănăstirea sârbească „Sf. Gheorghe”                                                                           | sat Mânăstire; comuna Birda                 | f.n. | 1793–1794 | Alte imagini          | Raportează eroare |
| TM-II-m-A-06262.01                                                                                | Biserica mănăstirii sârbești „Sf. Gheorghe”                                                                   | sat Mânăstire; comuna Birda                 | f.n. | 1793–1794 |                       | Raportează eroare |
| TM-II-m-A-06262.02                                                                                | Chilii | sat Mânăstire; comuna Birda                 | f.n. | 1793–1794 |                       | Raportează eroare |
| TM-II-m-B-06263                                                                                   | Casă | sat Moșnița Nouă; comuna Moșnița Nouă       | Str. Urseni 132 | 1920 | Încarcă foto \| video | Raportează eroare |
| TM-II-m-B-21014                                                                                   | Conacul din Murani                                                                                            | sat Murani; comuna Pișchia                  | 45.92745°N 21.30455°E | | Încarcă foto \| video | Raportează eroare |
| TM-II-m-B-06264                                                                                   | Biserica de lemn „Sf. Nichita Romanul”                                                                        | sat Nemeșești; comuna Margina               | 8 | 1798 | Alte imagini          | Raportează eroare |
| TM-II-m-B-06265                                                                                   | Casă | sat Oloșag; comuna Știuca                   | 67 | 1926 | Încarcă foto \| video | Raportează eroare |
| TM-II-m-B-06266                                                                                   | Casă | sat Oloșag; comuna Știuca                   | 72 | 1902 | Încarcă foto \| video | Raportează eroare |
| TM-II-m-A-06267                                                                                   | Biserica „Adormirea Maicii Domnului”                                                                          | sat Oloșag; comuna Știuca                   | 127 | sec. XVIII | Alte imagini          | Raportează eroare |
| TM-II-m-B-06268                                                                                   | Biserică romano-catolică                                                                                      | sat Orțișoara; comuna Orțișoara             | 206 | 1786 | Încarcă foto \| video | Raportează eroare |
| TM-II-a-A-06270                                                                                   | Mănăstirea Partoș                                                                                             | sat Partoș; comuna Banloc                   | 116 | sec. XVI–XVIII | Alte imagini          | Raportează eroare |
| TM-II-m-A-06270.01                                                                                | Biserica „Sf. Arhangheli Mihail și Gavriil”                                                                   | sat Partoș; comuna Banloc                   | 116 | 1750–1753 |                       | Raportează eroare |
| TM-II-m-A-06270.02                                                                                | Paraclis | sat Partoș; comuna Banloc                   | 116 | sec. XVI, iconostas pictat sec. XVII |                       | Raportează eroare |
| TM-II-m-B-06269                                                                                   | Biserica „Înălțarea Domnului”                                                                                 | sat Parța; comuna Parța                     | 181 | 1851 | Încarcă foto \| video | Raportează eroare |
| TM-II-m-B-06271                                                                                   | Casă | sat Pădurani; comuna Mănăștiur              | 20 | sec. XIX | Încarcă foto \| video | Raportează eroare |
| TM-II-m-B-06272                                                                                   | Biserica romano-catolică „Sf. Ioan Nepomuk”                                                                   | sat Periam; comuna Periam                   | Calea Aradului 149 | 1750, modif. 1900 | Încarcă foto \| video | Raportează eroare |
| TM-II-m-B-06273                                                                                   | Biserica de lemn „Adormirea Maicii Domnului”                                                                  | sat Pietroasa; comuna Pietroasa             | 90 | 1779 | Alte imagini          | Raportează eroare |
| TM-II-m-A-06274                                                                                   | Biserica de lemn „Cuvioasa Paraschiva”                                                                        | sat Poieni; comuna Pietroasa                | 109 | 1791 | Alte imagini          | Raportează eroare |
| TM-II-m-A-06275                                                                                   | Biserica de lemn „Sf. Arhangheli”                                                                             | sat aparținător Povârgina; oraș Făget       | 40 45.88643°N 22.1387°E | 1782–1783 | Alte imagini          | Raportează eroare |
| TM-II-m-A-06276                                                                                   | Conacul Ambrozi                                                                                               | sat Remetea Mare; comuna Remetea Mare       | 1 45.77694°N 21.36427°E | 1820 | Încarcă foto \| video | Raportează eroare |
| TM-II-m-A-06277                                                                                   | Biserica de lemn „Nașterea Sf. Ioan Botezătorul”                                                              | sat Românești; comuna Tomești               | 27, în cimitir 45.8077°N 22.3285°E | sec. XVIII | Alte imagini          | Raportează eroare |
| TM-II-m-B-06278                                                                                   | Conacul Nikolici                                                                                              | sat Rudna; comuna Giulvăz                   | 1 45.49338°N 21.01207°E | sec. XIX | Încarcă foto \| video | Raportează eroare |
| TM-II-m-B-06280                                                                                   | Casă | sat Sacoșu Mare; comuna Darova              | 96 | 1733 | Încarcă foto \| video | Raportează eroare |
| TM-II-m-B-06279                                                                                   | Casă | sat Sacoșu Mare; comuna Darova              | 186 | 1878 | Încarcă foto \| video | Raportează eroare |
| TM-II-m-B-06281                                                                                   | Casă | sat Sacoșu Mare; comuna Darova              | 234 | 1922 | Încarcă foto \| video | Raportează eroare |
| TM-II-a-B-06282                                                                                   | Gospodărie (două corpuri)                                                                                     | sat Sacoșu Mare; comuna Darova              | 280 | 1907 | Încarcă foto \| video | Raportează eroare |
| TM-II-m-B-06283                                                                                   | Casa Baraj (stăvilar)                                                                                         | sat Sânmihaiu Român; comuna Sânmihaiu Român | Pe canalul Bega | sec. XIX |                       | Raportează eroare |
| TM-II-m-B-06284                                                                                   | Școala de Agricultură                                                                                         | oraș Sânnicolau Mare                        | Str. Babeș Victor 100 46.0718°N 20.6025°E | sec. XIX |                       | Raportează eroare |
| TM-II-m-B-06285                                                                                   | Casă | oraș Sânnicolau Mare                        | Str. Bărnuțiu Simion 35 | 1820 | Încarcă foto \| video | Raportează eroare |
| TM-II-m-A-06286                                                                                   | Biserica ortodoxă sârbească „Adormirea Maicii Domnului”                                                       | oraș Sânnicolau Mare                        | Str. Republicii 3 46.07132°N 20.62422°E | 1783–1787 |                       | Raportează eroare |
| TM-II-m-A-06287                                                                                   | Conacul Nako                                                                                                  | oraș Sânnicolau Mare                        | Str. Republicii 14 46.07112°N 20.62612°E | 1864 Ybl Miklós | Alte imagini          | Raportează eroare |
| TM-II-m-B-06288                                                                                   | Casă | localitate componentă Sculia; oraș Gătaia   | 103 | 1904 | Încarcă foto \| video | Raportează eroare |
| TM-II-m-B-06289                                                                                   | Casă | sat Secaș; comuna Secaș                     | 67 | 1879 | Încarcă foto \| video | Raportează eroare |
| TM-II-m-B-06290                                                                                   | Casă | sat Sintești; comuna Margina                | 86 | 1920 | Încarcă foto \| video | Raportează eroare |
| TM-II-m-B-06291                                                                                   | Casă | sat Sintești; comuna Margina                | 89 | 1900 | Încarcă foto \| video | Raportează eroare |
| TM-II-m-B-06292                                                                                   | Casă | sat Șag; comuna Șag                         | Str. I45 | 1850 | Încarcă foto \| video | Raportează eroare |
| TM-II-a-B-06293                                                                                   | Ansamblul rural „Zona Pieței”                                                                                 | sat Șandra; comuna Șandra                   | Între nr. 29-32, 175-179, 274-277, 445-447, zona pieței 45.9254°N 20.89079°E | înc. sec. XX |                       | Raportează eroare |
| TM-II-m-A-06294                                                                                   | Biserica „Schimbarea la Față” a Mănăstirii „Săraca”                                                           | sat aparținător Șemlacu Mic; oraș Gătaia    | 45.35098°N 21.41629°E | sec. XV, pictată 1730 | Alte imagini          | Raportează eroare |
| TM-II-a-B-06295                                                                                   | Ansamblul rural „Zona Pieței și parcul”                                                                       | sat Teremia Mare; comuna Teremia Mare       | Între nr. 45, 75-78, 554-555, 565-569, 637-639, zona pieței cu parcul 45.9346°N 20.526°E | sec. XVIII–XIX |                       | Raportează eroare |
| TM-II-m-B-06296                                                                                   | Casă | sat Teremia Mare; comuna Teremia Mare       | 544 | 1906 | Încarcă foto \| video | Raportează eroare |
| TM-II-m-B-06297                                                                                   | Biserica romano-catolică „Pogorârea Duhului Sfânt”                                                            | sat Teremia Mare; comuna Teremia Mare       | 638 45.9348°N 20.5267°E | sec. XVIII, ref. 1867, 1928 |                       | Raportează eroare |
| TM-II-m-B-06298                                                                                   | Casa Iuliana Suba                                                                                             | sat Uliuc; comuna Sacoșu Turcesc            | | 1920 | Încarcă foto \| video | Raportează eroare |
| TM-II-m-A-06299                                                                                   | Biserica de lemn „Sf. Apostoli Petru și Pavel”                                                                | sat Zolt; comuna Fârdea                     | 71, în cimitir | sec. XVIII | Alte imagini          | Raportează eroare |
| TM-III-m-B-06300                                                                                  | Monumentul lui Vicențiu Babeș                                                                                 | municipiul Timișoara                        | Parcul Central 45.75093°N 21.22252°E | 1934 Aurel Popp | Încarcă foto \| video | Raportează eroare |
| TM-III-m-B-06301                                                                                  | Bustul lui Barbu Ștefănescu Delavrancea                                                                       | municipiul Timișoara                        | Parcul Central 45.75151°N 21.21915°E | 1933 Cornel Medrea (sculptor) | Încarcă foto \| video | Raportează eroare |
| TM-III-m-B-06302                                                                                  | Bustul lui Mihai Eminescu                                                                                     | municipiul Timișoara                        | Parcul Cinematografului „Capitol” 45.75071°N 21.22557°E | 1960 Oscar Han (sculptor) | Încarcă foto \| video | Raportează eroare |
| TM-III-m-B-06304                                                                                  | Monumentul Dr. A. Cândea                                                                                      | municipiul Timișoara                        | Bd. Babeș Victor 12 45.74436°N 21.22964°E | 1931 Romulus Ladea (sculptor) | Încarcă foto \| video | Raportează eroare |
| TM-III-m-B-06305                                                                                  | Bustul lui Victor Babeș                                                                                       | municipiul Timișoara                        | Bd. Babeș Victor 16 45.74451°N 21.23103°E | 1934 Romulus Ladea (sculptor) | Încarcă foto \| video | Raportează eroare |
| TM-III-m-B-06303                                                                                  | Bustul lui Eremia Grigorescu                                                                                  | municipiul Timișoara                        | Str. Dima Gh. (Parcul botanic) 45.75968°N 21.22741°E | 1928 Oscar Späthe (sculptor) | Alte imagini          | Raportează eroare |
| TM-III-m-A-06306                                                                                  | Statuia „Sf. Ioan Nepomuk”                                                                                    | municipiul Timișoara                        | Piața Romanilor f.n. 45.7573°N 21.2479°E | 1722 anonim | Alte imagini          | Raportează eroare |
| TM-III-m-B-06307                                                                                  | Obelisc în memoria celor căzuți la 1848                                                                       | municipiul Timișoara                        | Calea Ghirodei 12 45.7691°N 21.22542°E | sec. XIX | Încarcă foto \| video | Raportează eroare |
| TM-III-m-B-06308                                                                                  | Monumentul lui Emanuil Ungureanu                                                                              | municipiul Timișoara                        | Piața Huniade Iancu f.n. 45.7528°N 21.22828°E | 1931 Gheorghe Groza (sculptor) |                       | Raportează eroare |
| TM-III-m-A-06309                                                                                  | Statuia „Sf. Maria” și „Sf. Ioan Nepomuk”                                                                     | municipiul Timișoara                        | Piața Libertății f. n. 45.75575°N 21.22719°E | 1756 | Alte imagini          | Raportează eroare |
| TM-III-m-B-06310                                                                                  | Monumentul lui Traian Lalescu                                                                                 | municipiul Timișoara                        | Bd. Mihai Viteazul 1, curtea Institutului Politehnic 45.74635°N 21.2258°E | 1930 Cornel Medrea | Încarcă foto \| video | Raportează eroare |
| TM-III-m-B-06311                                                                                  | Monumentul lui Anton Sailer                                                                                   | municipiul Timișoara                        | Piața Regina Maria f. n. 45.75315°N 21.2214°E | 1906 Miklós Ligeti (hu) (sculptor) | Încarcă foto \| video | Raportează eroare |
| TM-III-m-B-06312                                                                                  | Monumentul lui Eftimie Murgu                                                                                  | municipiul Timișoara                        | Bd. Revoluției din 1989 f.n. 45.75586°N 21.23682°E | 1965 Artur Vetro (sculptor) | Încarcă foto \| video | Raportează eroare |
| TM-III-m-A-06313                                                                                  | Monumentul „Sf. Treime”                                                                                       | municipiul Timișoara                        | Piața Unirii f.n. 45.75794°N 21.22097°E | 1740 | Alte imagini          | Raportează eroare |
| TM-III-m-B-06314                                                                                  | Monumentul Lupa Capitolina                                                                                    | municipiul Timișoara                        | Piața Victoriei f.n. 45.75244°N 21.2251°E | 1926 |                       | Raportează eroare |
| TM-III-m-A-06315                                                                                  | Statuia „Sf. Florian”                                                                                         | oraș Jimbolia                               | Str. Republicii f.n. | sec. XIX |                       | Raportează eroare |
| TM-III-m-B-06316                                                                                  | Statuia doctorului Diel                                                                                       | oraș Jimbolia                               | Str. Vladimirescu Tudor 81, în parc | 1935 | Încarcă foto \| video | Raportează eroare |
| TM-III-m-A-06317                                                                                  | Statuia poetului Nikolaus Lenau                                                                               | sat Lenauheim; comuna Lenauheim             | 258, în fața Primăriei | sec. XX | Încarcă foto \| video | Raportează eroare |
| TM-III-m-B-06322                                                                                  | Monumentul generalului Ion Dragalina                                                                          | municipiul Lugoj                            | Str. Bălan Ioan, episcop dr. | sec. XX Spiridon Georgescu | Încarcă foto \| video | Raportează eroare |
| TM-III-m-B-06318                                                                                  | Monumentul lui Coriolan Brediceanu                                                                            | municipiul Lugoj                            | Splaiul Brediceanu C. f.n. 45.68438°N 21.90281°E | 1937 Radu Moga Mânzat (sculptor) | Alte imagini          | Raportează eroare |
| TM-III-m-B-06319                                                                                  | Bustul lui Traian Grozăvescu                                                                                  | municipiul Lugoj                            | Splaiul Brediceanu C., în fața teatrului 45.68496°N 21.90236°E | 1936 Radu Moga Mânzat | Alte imagini          | Raportează eroare |
| TM-III-m-B-06320                                                                                  | Monumentul lui Ion Vidu                                                                                       | municipiul Lugoj                            | Splaiul Brediceanu C. f.n. 45.68378°N 21.90335°E | 1936 Radu Moga Mânzat | Alte imagini          | Raportează eroare |
| TM-III-m-B-06321                                                                                  | Monumentul Eroilor de la 1916-1918                                                                            | municipiul Lugoj                            | Piața Drăgan I.C. 45.68519°N 21.9064°E | 1936 Radu Moga Mânzat | Alte imagini          | Raportează eroare |
| TM-III-m-A-06323                                                                                  | Statuia „Sf. Ioan Nepomuk”                                                                                    | oraș Sânnicolau Mare                        | În fața bisericii romano-catolice 46.07031°N 20.62153°E | 1757 | Alte imagini          | Raportează eroare |
| TM-III-m-B-06324                                                                                  | Bustul lui Mihai Eminescu                                                                                     | oraș Sânnicolau Mare                        | Str. Republicii 17 46.07153°N 20.62923°E | sec. XX | Încarcă foto \| video | Raportează eroare |
| TM-III-m-A-06325                                                                                  | Monumentul „Sf. Treime”                                                                                       | sat Teremia Mare; comuna Teremia Mare       | În parc 45.9346°N 20.526°E | 1806 |                       | Raportează eroare |
| TM-III-m-B-06326                                                                                  | Monumentul lui Traian Vuia                                                                                    | sat Traian Vuia; comuna Traian Vuia         | 32 | 1962 | Încarcă foto \| video | Raportează eroare |
| TM-IV-m-B-06327                                                                                   | Mormântul lui Ioachim Miloia                                                                                  | municipiul Timișoara                        | Str. Cosminului 13, cimitirul Elisabetin 45.73787°N 21.23393°E | 1942 Romulus Ladea (sculptor) |                       | Raportează eroare |
| TM-IV-m-B-06328                                                                                   | Mormântul medicului Paul Vasici                                                                               | municipiul Timișoara                        | Str. Cosminului 13, cimitirul Elisabetin 45.73827°N 21.23461°E | 1881 |                       | Raportează eroare |
| TM-IV-m-B-06329                                                                                   | Mormântul pictorului Ioan Zaicu                                                                               | municipiul Timișoara                        | Str. Cosminului 13, cimitirul Elisabetin 45.73795°N 21.23414°E | 1915 |                       | Raportează eroare |
| TM-IV-m-A-06330                                                                                   | Monumentul militar austriac, dedicat evenimentelor de la 1848-1849 (Coloana Fidelității)                      | municipiul Timișoara                        | Str. Lăzărescu Vasile, mitropolit dr., în Cimitirul Eroilor 45.7691°N 21.22542°E | 1852 | Alte imagini          | Raportează eroare |
| TM-IV-m-B-06331                                                                                   | Casa scriitorului Dositei Obradovici                                                                          | oraș Ciacova                                | Str. Obradovici Dositei 11 | sec. XVIII | Încarcă foto \| video | Raportează eroare |
| TM-IV-m-A-06332                                                                                   | Mausoleul familiei Mocioni                                                                                    | sat Foeni; comuna Foeni                     | În cimitir | sec. XIX |                       | Raportează eroare |
| TM-IV-m-B-06333                                                                                   | Mormântul colectiv din timpul epidemiei de ciumă din 1834 (Der Grabatzer Kalvarienberg)                       | sat Grabaț; comuna Lenauheim                | La marginea satului | 1838 |                       | Raportează eroare |
| TM-IV-m-B-06334                                                                                   | Casa scriitorului Ion Popovici Bănățeanu                                                                      | municipiul Lugoj                            | Str. Bănățeanu I. P. 13 45.6853°N 21.9102°E | sec. XIX |                       | Raportează eroare |
| TM-IV-m-B-06335                                                                                   | Casa poetului V. V. Delamarina                                                                                | municipiul Lugoj                            | Str. Delamarina V. V. 19 45.6831°N 21.902°E | sec. XIX |                       | Raportează eroare |
| TM-IV-a-B-06336                                                                                   | Ansamblul cimitirului ortodox                                                                                 | municipiul Lugoj                            | Str. Făgetului 45.694°N 21.918°E | sec. XIX–XX |                       | Raportează eroare |
| TM-IV-m-B-06336.01                                                                                | Mormântul lui Coriolan Brediceanu                                                                             | municipiul Lugoj                            | Str. Făgetului, în cimitirul ortodox, cripta capelei 45.6943°N 21.9178°E | sec. XIX |                       | Raportează eroare |
| TM-IV-m-B-06336.02                                                                                | Mormântul publicistului Valeriu Braniște                                                                      | municipiul Lugoj                            | Str. Făgetului, în cimitirul ortodox, cripta capelei 45.6943°N 21.9178°E | sec. XIX | Alte imagini          | Raportează eroare |
| TM-IV-m-B-06336.03                                                                                | Mormântul lui V. V. Delamarina                                                                                | municipiul Lugoj                            | Str. Făgetului, în cimitirul ortodox, sector 2, parcela C | 1896 | Încarcă foto \| video | Raportează eroare |
| TM-IV-m-B-06336.04                                                                                | Mormântul lui Traian Grozăvescu                                                                               | municipiul Lugoj                            | Str. Făgetului, în cimitirul ortodox, sector 3, parcela A 45.69445°N 21.9178°E | 1928 |                       | Raportează eroare |
| TM-IV-m-B-06336.05                                                                                | Mormântul lui Eftimie Murgu                                                                                   | municipiul Lugoj                            | Str. Făgetului, în cimitirul ortodox, cripta capelei 45.6943°N 21.9178°E | sec. XIX | Alte imagini          | Raportează eroare |
| TM-IV-m-B-06336.06                                                                                | Mormântul istoricului George Popovici                                                                         | municipiul Lugoj                            | Str. Făgetului, în cimitirul ortodox, sector 1, parcela A 45.6942°N 21.9178°E | 1927 |                       | Raportează eroare |
| TM-IV-m-B-06336.07                                                                                | Mormântul compozitorului Ion Vidu                                                                             | municipiul Lugoj                            | Str. Făgetului, în cimitirul ortodox, parcela 9 45.6942°N 21.9176°E | 1931 |                       | Raportează eroare |
| TM-IV-m-B-06337                                                                                   | Casa artistului Traian Grozăvescu                                                                             | municipiul Lugoj                            | Str. Grozăvescu Traian 8 45.6829°N 21.8988°E | 1843 | Alte imagini          | Raportează eroare |
| TM-IV-m-B-06338                                                                                   | Casa compozitorului Ion Vidu                                                                                  | municipiul Lugoj                            | Str. Vidu Ion 36 45.6846°N 21.9107°E | 1870 | Alte imagini          | Raportează eroare |